# Cneu Cornélio Cipião Híspalo
Cneu Cornélio Cipião Híspalo (m. 176 a.C.; em latim: Cnaeus Cornelius Scipio Hispallus) foi um político da gente Cláudia da República Romana eleito cônsul em 176 a.C. com Quinto Petílio Espurino. Era filho de Cneu Cornélio Cipião Calvo, irmão de Cipião Násica e primo de Cipião Africano. Seu filho, conhecido como Cneu Cornélio Cipião Hispano, foi pretor em 139 a.C. e ficou conhecido por expulsar os judeus de Roma.
Híspalo morreu no cargo e foi substituído pelo cônsul sufecto Caio Valério Levino.

## Carreira
Híspalo foi pretor em 179 a.C. e foi eleito cônsul em 176 a.C. com Quinto Petílio Espurino. Durante seu mandato, foi acometido por uma paralisia e morreu em Cumas.